# پارک ملی کنوزرسکی
پارک ملی کنوزرسکی (به روسی: Кенозерский национальный парк)، یک پارک ملی در شمال روسیه است که در ناحیه کارگوپولسکی و نواحی پلستسکی و استان آرخانگلسک واقع شده‌است. این پارک در ۲۸ دسامبر سال ۱۹۹۱ تأسیس شد. از سال ۲۰۰۴، این پارک ملی در فهرست میراث جهانی یونسکو قرار گرفته‌است.

## موقعیت و جغرافیا
پارک ملی کنوزرسکی در قسمت جنوب غربی ناحیه پلستسکی و قسمت شمال غربی کارگوپولسکی در استان آرخانگلسک و در مرز جمهوری کارلیا قرار دارد. قسمت شمالی پارک در مرکز دریاچه کنزرو، یکی از بزرگترین دریاچه‌های منطقه قرار دارد.

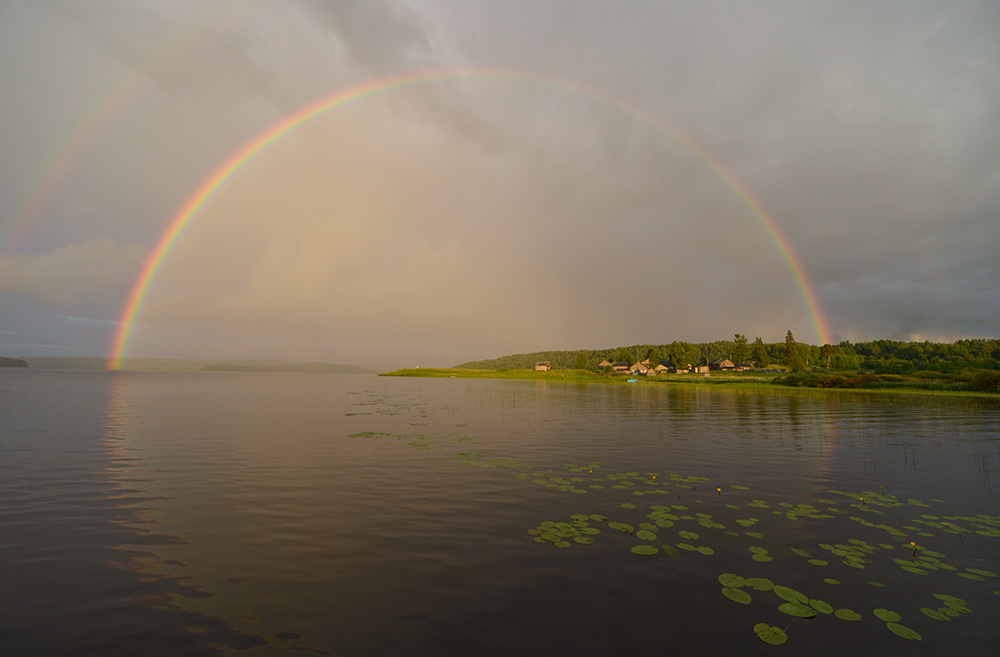
دریاچه کنزرو در پارک ملی کنوزرسکی

دفتر مرکزی پارک در روستای ورشینینو واقع در ساحل شمالی دریاچه واقع شده‌است. دریاچه کنزرو منبع رودخانه کنا، یکی از مهمترین انشعاب‌های سمت چپ رود اونگا است. قسمت بالایی رود کنا و همچنین رودخانه پوچا، شاخه اصلی دریاچه کنوزرو، منبع آن، دریاچه پوچازرو، و قسمت پایینی شاخهٔ اصلی دریاچه پوچازرو و رودخانه آندوشا در پارک قرار دارند.
بخش جنوبی پارک دریاچه لیُکشمزرو و شاخه بالایی رودخانه لیُکوشم، و شاخه‌ای از دریاچه لاچا قرار دارد. دریاچه لیُکشمزرو و کنوزرو توسط تعدادی از دریاچه‌های کوچکتر از جمله دریاچه ناگلیمُزرو و دریاچه ویلنو از هم جدا شده‌اند.
بعضی مناطق در امتداد مرز کارلیا به حوضه رودخانه ودلا و سرانجام دریای بالتیک می‌ریزد؛ بنابراین، پارک حاوی بخشی است که بین حوضه‌های اقیانوس اطلس و اقیانوس آرام تقسیم شده‌است.

## گردشگری

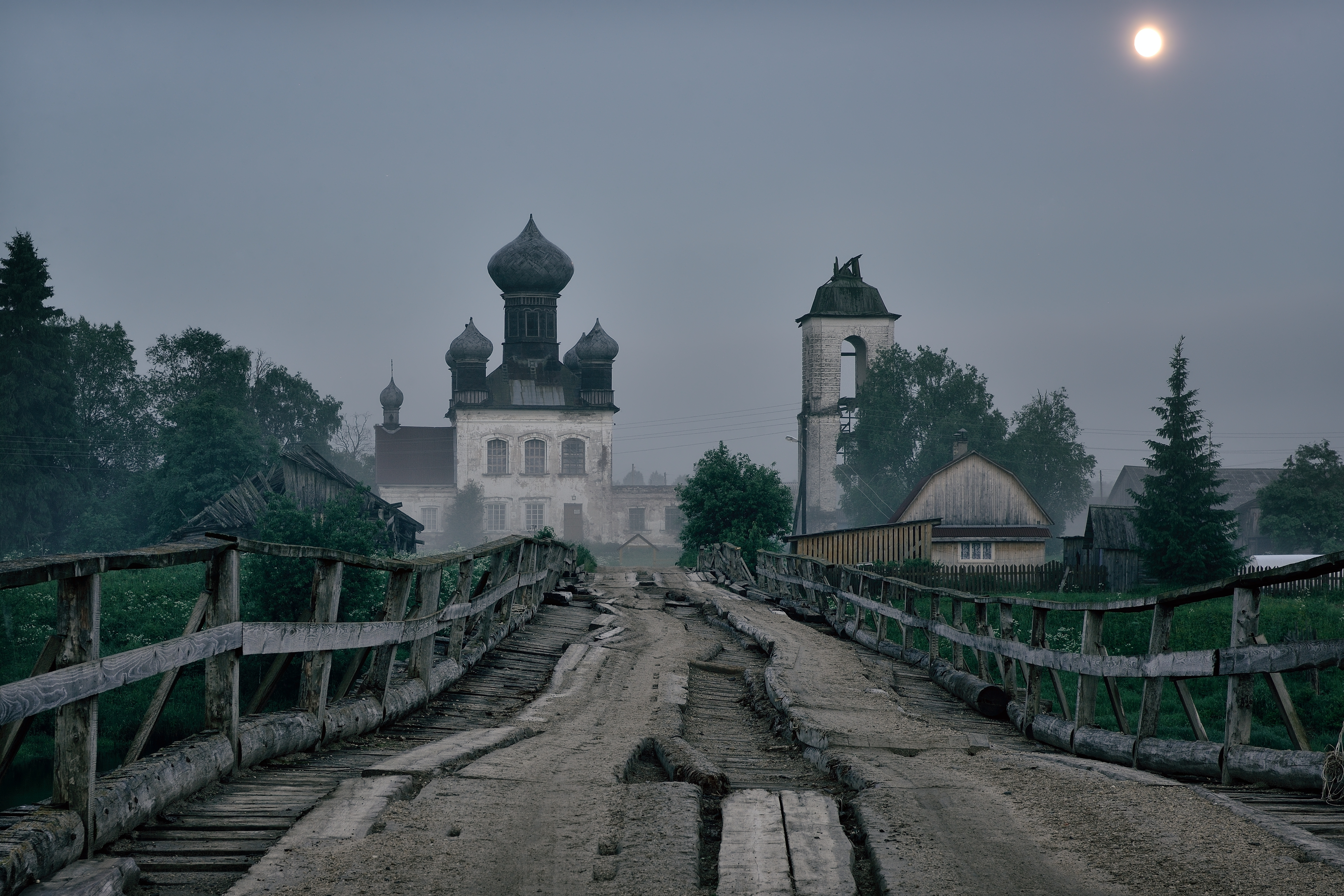
نگاره‌ای از کلیسای متروک پاراسکِوا پیاتنیتسا در پارک ملی کنوزرسکی.

این پارک شامل بناهای طبیعی و همچنین فرهنگی است و همچنین جاذبهٔ طبیعت‌گردی دارد. چندین مسیر پیاده‌روی هم در پارک افتتاح شده‌است.
چند بنای معماری چوبی در پارک وجود دارد. یکی از آنها پُرژنسکی پاگاست است که در بخش غربی پارک قرار دارد و مجموعه‌ای متشکل از کلیسای سنت جورج با برج ناقوس (هر دو از قرن هیجدهم) است که دیواری چوبی با دروازه‌ها و برج‌ها (۱۷۸۹) آن را احاطه کرده‌است. روستاهای مجاور پُرژنسکی پاگاست متروک شده‌اند و جاده‌ای برای رفتن به آن جا وجود ندارد، به طوری که پاگاست تنها از طریق مسیر پیاده‌روی قابل دسترسی است.
برای رفتن به پارک دو جاده وجود دارد.